# Општина Перјамош (Тимиш)
Перјамош (рум. Periam) општина је у Румунији у округу Тимиш.
Oпштина се налази на надморској висини од 93 m.